# Yuri Martins Rocha
Yuri Martins Rocha (* 23. April 1998 in Santa Maria da Boa Vista, Pernambuco), auch bekannt als Yuri Martins oder Yuri, ist ein brasilianischer Fußballspieler.

## Karriere
Yuri Martins erlernte das Fußballspielen in den brasilianischen Jugendmannschaften von Náutico Capibaribe und dem Coritiba FC. Seinen ersten Vertrag unterschrieb er 2019 bei seinem Jugendverein Náutico Capibaribe in Recife. Bis Oktober 2022 spielte er für die brasilianischen Vereine América FC, Decisão FC, Nacional AC, CA Metropolitano, SER Caxias do Sul, Rio Preto EC, Jacobinense EC und Acadêmica Vitória. Im Oktober 2022 ging er nach Tunesien. Hier unterschrieb er in Bizerte einen Vertrag beim Erstligisten Club Athlétique Bizertin. Nach fünf Erstligaspielen kehrte er im Februar 2023 nach Brasilien zurück. Hier stand er bis Anfang Februar 2024 bei den Klubs SE Itapirense, AD Cabofriense, Flamengo SC (PE) und AA Portuguesa unter Vertrag. Am 10. Februar 2024 wechselte er nach Bolivien zum Erstligisten GV San José. Für den Verein aus Oruro bestritt er sechs Erstligaspiele. Der Samut Sakhon City FC, ein thailändischer Drittligist, nahm ihn im August 2024 unter Vertrag. Mit dem Verein aus Samut Sakhon spielte er elfmal in der Western Region der Liga. Hierbei erzielte er acht Treffer. Nach der Hinrunde wechselte er im Januar 2025 in die zweite thailändische Liga. Hier unterschrieb er in Suphanburi einen Vertrag beim Suphanburi FC. Am Ende der Saison 2024/25 musste er mit Suphanburi in die dritte Liga absteigen.